# Robert Bellarmin

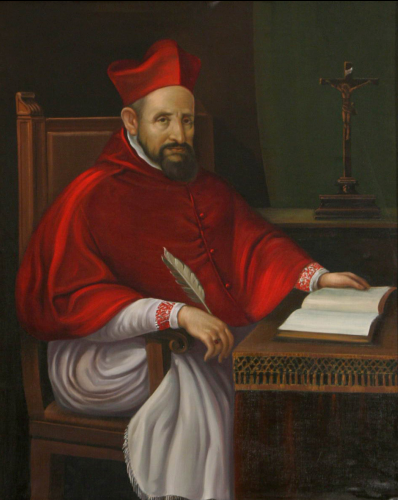
Porträt Bellarmins (anonym)

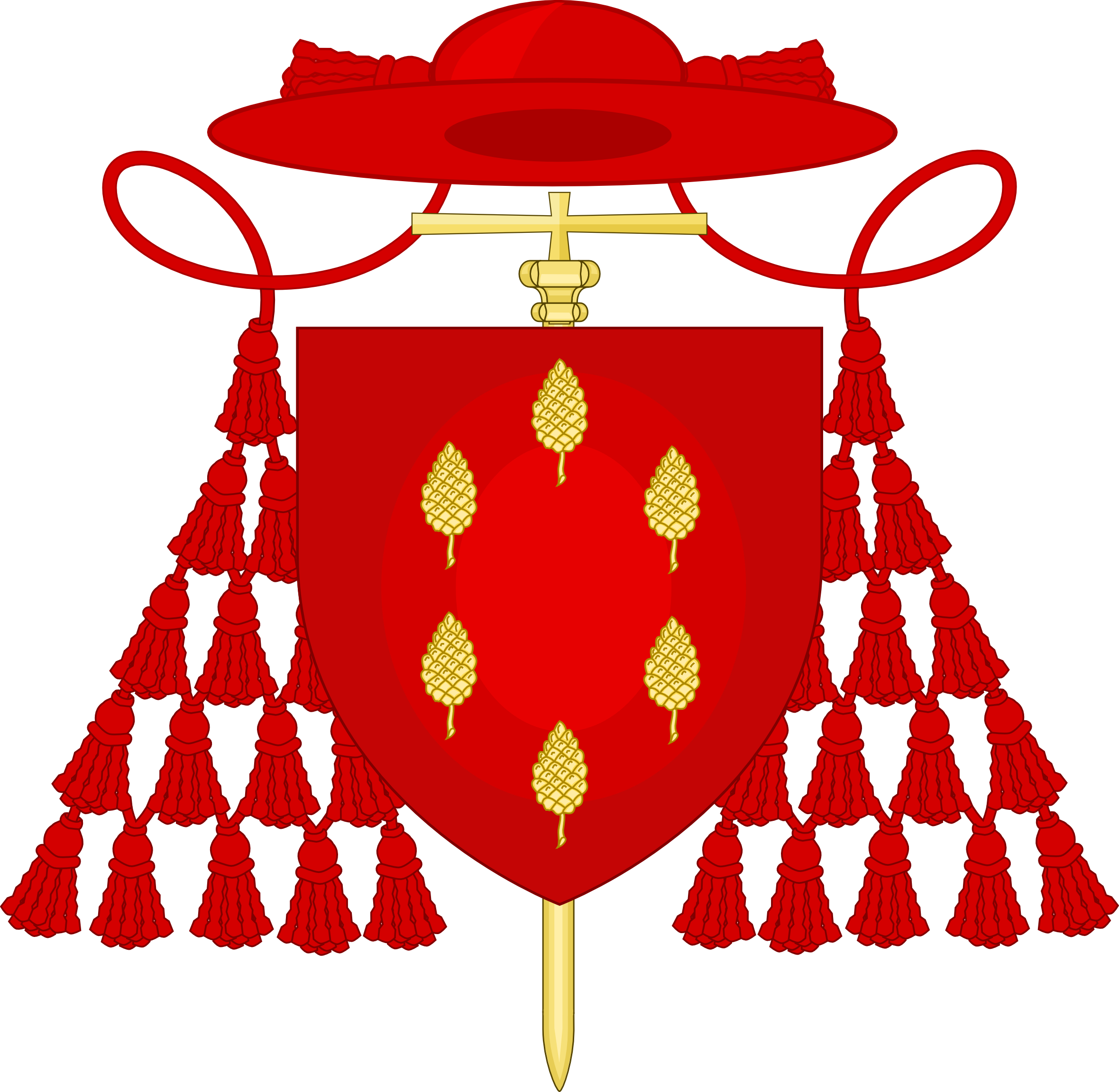
Kardinalswappen Bellarmins

Roberto Francesco Romolo Bellarmino SJ (* 4. Oktober 1542 in Montepulciano; † 17. September 1621 in Rom) war ein florentinischer Jesuit, Theologe und Kardinal. Er war ein Hauptverfechter des römischen Katholizismus und der päpstlichen Suprematie (Vorherrschaft) im 16. Jahrhundert. Er wird in der katholischen Kirche als Heiliger verehrt und trägt den Titel eines Kirchenlehrers.

## Leben
Roberto Bellarmino wurde in das verarmte Patrizierhaus der Bellarmini zu Montepulciano hineingeboren. Seine Mutter war Cynthia Cervini, eine Schwester von Papst Marcellus II. Frühzeitig versuchte sie, ihren Sohn im neu gegründeten Jesuitenorden, dessen Sympathisantin sie war, unterzubringen. Nach einer Ausbildung im Kolleg der Jesuiten in Montepulciano trat er mit 18 Jahren dem Jesuitenorden bei.
Nach seinem philosophischen Studium in Rom studierte er zuerst in Florenz (u. a. Astronomie), dann in Monreale und später in Padua Theologie. Seine theologische Ausbildung beendete er in Löwen, wo er 1570 zum Priester geweiht wurde und gegen Michael Bajus auftrat. Durch seine starke Ausstrahlung erwarb er sich in ganz Europa einen hervorragenden Ruf als Theologe, was 1576 dazu führte, dass Papst Gregor XIII. ihn an die päpstliche Universität nach Rom berief.
Dort übernahm er den Lehrstuhl für Apologetik am Collegium Romanum und richtete den Studiengang Kontroverstheologie ein. In Rom wurde er außerdem zum „Lehrer im geistlichen Leben“ bestellt und diente als Geistlicher Vater für die Alumnen des Collegiums, u. a. Aloisius von Gonzaga. Relativierende Ausführungen von ihm zur Macht des Papstes über weltliche Güter wurden 1590 indiziert, als er gerade auf einer diplomatischen Mission im Auftrag des Papstes Sixtus V. in Frankreich war. Hintergrund war aber wohl eher ein grundsätzlicher Konflikt zwischen dem Jesuitenorden und dem Papst, der dem Franziskanerorden entstammte. Bellarmin wurde zu seinem Schutz nach Neapel versetzt und zum Leiter der dortigen Ordensprovinz bestimmt.
Als Clemens VIII. 1592 Papst wurde, wurde Bellarmin rehabilitiert und konnte nach Rom zurückkehren. Nach der Veröffentlichung des dritten Bandes seiner Disputationes de controversiis christianae fidei adversus hujus temporis haereticos (1593) wurde er 1594 erneut nach Neapel versetzt und leitete diese Ordensprovinz bis 1597. Dann kehrte er nach Rom zurück und verfasste seinen Katechismus Christianae doctrinae explicatio.
1599 wurde er von Clemens VIII. gegen seinen Willen in das Kardinalskollegium aufgenommen und daraufhin zum Bischof geweiht. Er erhielt als Titelkirche Santa Maria in Via. In der Zwischenzeit hatte er die Rolle des Großinquisitors im Häresieprozess gegen Giordano Bruno übernommen. Dieser wurde dabei zum Tod durch Verbrennen verurteilt.
Im Streit der Jesuiten und Dominikaner wegen der pelagianisierenden Schriften des spanischen Jesuiten Luis de Molina verfocht er, dem Interesse seines Ordens gemäß, den Molinismus, fiel dadurch erneut in Ungnade und wurde 1602 als Erzbischof nach Capua entsandt. Dort leitete er bis 1605 die Erzdiözese, als er von Leo XI. als theologischer Berater nach Rom zurückberufen wurde. Leo starb noch im Jahr 1605; aus dem Konklave wäre beinahe Bellarmin statt Paul V. als Papst hervorgegangen.
In Rom hatte Bellarmin Galileo Galilei kennengelernt, den er als Naturwissenschaftler, aber auch als gläubigen Christen wohl zu schätzen wusste. Als 1615 der Karmeliter Paolo Antonio Foscarini ein Buch veröffentlichte, das beweisen sollte, dass die in De revolutionibus orbium coelestium formulierte kopernikanische Astronomie nicht der Heiligen Schrift widersprach, eröffnete die Römische Kongregation für den Index verbotener Bücher ein Untersuchungsverfahren. Am Ende dieses Verfahrens stand 1616 das Verbot von Foscarinis Werk, die „Suspendierung“ von Nicolaus Copernicus’ De revolutionibus und die klare Aussage, die kopernikanische Astronomie sei „falsch und der Heiligen Schrift zuwiderlaufend“. Bellarmin hatte als Berater des Papstes bei der Vorbereitung dieses Verfahrens eine Führungsrolle und war auch derjenige, der Galilei die Haltung des Vatikans deutlich machte.
1620 wechselte er die Titelkirche und wurde Kardinalpriester von Santa Prassede. Bis zu seinem Tod am 17. September 1621 blieb er in Rom, wo er in der Kirche Sant’Ignazio neben der Grabstätte des heiligen Aloisius von Gonzaga beigesetzt wurde.
Sein Hauptwerk Disputationes de controversiis christianae fidei adversus hujus temporis haereticos (Rom 1581) war lange Zeit die vornehmste Verteidigungsschrift des römischen Katholizismus. Viele protestantische Schriftsteller setzten sich deshalb zur Rechtfertigung ihrer eigenen Lehre mit dieser Schrift auseinander. Nicht nur in der Theologie riefen die Disputationes Widerspruch hervor, auch der Philosoph Thomas Hobbes bemüht sich in den Kapiteln 42–44 seines Hauptwerks Leviathan beinah ausschließlich um die Widerlegung Bellarmins, den er häufiger als jeden anderen Autor in diesem Werk zitiert.
Weit verbreitet und in alle neueren Sprachen übersetzt ist sein Katechismus Christianae doctrinae explicatio, der bis heute in 400 Auflagen und 60 Sprachen erschienen ist. Bellarmino hat eine Selbstbiographie verfasst (Ferrara 1761). Gesamtausgaben seiner Werke erschienen in Venedig 1721 (5 Bde.), in Köln 1619 (7 Bde.), in Paris 1874 (12 Bde.). Sein Leben beschrieb auf Italienisch der Jesuit Fuligatti (Rom 1624).
Am 13. Mai 1923 wurde er von Papst Pius XI. selig- und am 29. Juni 1930 heiliggesprochen. 1931 wurde er zum Kirchenlehrer erhoben.
Mehrere Kirchen tragen seinen Namen. Sein kirchlicher Gedenktag ist der 17. September.

## Werke in Auswahl

### Lateinisch
- Judicium de libro, quem Lutherani vocant Concordiae. 1585 (online)
- Disputationes de controversiis Christianae fidei adversus hujus temporis haereticos. Ingolstadt 1586–1593
- De translatione imperii Romani a Graecis ad Francos, adversus Matthiam Flaccium Illyricum. 1586 (online)
- Dichiaratione più copiosa della dottrina christiana. Rom 1603
  - (lateinisch) Christianae doctrinae copiosa explicatio. Köln 1609 (online)
- Tractatus de potestate summi Pontificis in rebus temporalibus. Rom 1610 (online)
- Institutiones linguae Hebraicae. Antwerpen 1616 (online)
- Explanatio in Psalmos. Rom 1611 (online)
- De gemitu columbae sive de bono lacrymarum. Köln 1617 (online)

### Deutsche Übersetzungen
- Katechismen. Glaubensbekenntnis. Vater Unser. Übersetzt und herausgegeben von Andreas Wollbold. Echter Verlag, Würzburg 2008, ISBN 978-3-429-03046-9.
- Streitschriften über die Kampfpunkte des christlichen Glaubens. Übersetzt von Viktor Philipp Gumposch, ersch. in 12 Bänden zw. 1842 u. 1853 in Augsburg. Unter dem abgeänderten Titel Disputationen über die Streitpunkte des christlichen Glaubens erscheint seit 2012 eine der heutigen Rechtschreibung angepasste, neu gesetzte und durch umfangreiche Register ergänzte Neuausgabe der Übersetzung Gumposchs bei der Kulmbacher Verlagsbuchhandlung Sabat unter dem Programmtitel Bibliothek der Kirchenlehrer (Band I 2012, ISBN 978-3-943506-02-0; Band II 2012, ISBN 978-3-943506-03-7; Band III 2014, ISBN 978-3-943506-04-4; Band IV wurde angekündigt unter der ISBN 978-3-943506-05-1, ist aber nie erschienen).
- Ausführliche Erklärung des christlichen Glaubens: Für den heutigen Gebrauch übersetzt und aufbereitet von Andreas Wollbold. Echter Verlag, Würzburg 2013, ISBN 978-3-429-03578-5.
- Gründliche Beweise für die Wahrheit der katholischen, allein seligmachenden Religion. Mit einem Lebensbild nach den Dokumenten der Erklärung zum Doktor Ecclesiae. Übersetzt von Johann Michael Sintzel (1804–1889), bearbeitet von Ferdinand Ehrenborg (1862–1941); bei der Kulmbacher Verlagsbuchhandlung Sabat als Nachdruck ersch. im Programm Bibliothek der Kirchenlehrer, Kulmbach 2013, 2. Aufl. 2015, ISBN 978-3-943506-17-4.
- Die Kunst, gut zu sterben. Bearbeitet von Friedrich Frank (1832–1904); bei der Kulmbacher Verlagsbuchhandlung Sabat als Nachdruck ersch. im Programm Bibliothek der Kirchenlehrer, Kulmbach 2013, 2. Aufl. 2016, ISBN 978-3-943506-18-1.
- Zwölf Homilien. Verlagsbuchhandlung Sabat, Bibliothek der Kirchenlehrer, Kulmbach 2015, ISBN 978-3-943506-31-0.
- Die sieben Worte Christi am Kreuze. Verlagsbuchhandlung Sabat, Bibliothek der Kirchenlehrer, Kulmbach 2015, ISBN 978-3-943506-19-8.
- Kleiner Katechismus oder kurzer Inbegriff der christlichen Lehre. Mit fünfzig Stichen alter Meister. Verlagsbuchhandlung Sabat, Bibliothek der Kirchenlehrer, Kulmbach 2015, ISBN 978-3-943506-29-7.
- Vom Seufftzen der Dauben. Augsburg 1618 ().